# HD 13522
HD 13522，又名BD+23 297，SAO 75203、HR 644，是一颗恒星，视星等为5.96，位于銀經145.69，銀緯-35.09，其B1900.0坐标为赤經2h 6m 58s，赤緯+23° -35.09′ 53″。